# Volker Braun
Volker Braun (Dresde, 7 de mayo de 1939) es un escritor alemán.

## Biografía
Tras el bachillerato, Volker Braun trabajó en la minería y en obras públicas antes de estudiar Filosofía en Leipzig, donde se interesó muy rápido por las contradicciones y las expectativas de la República Democrática Alemana (RDA). A partir de 1960 fue miembro del Partido Socialista Unificado de Alemania (PSUA o SED, del idioma alemán Sozialistische Einheitspartei Deutschlands), sin embargo en la RDA fue considerado como un escritor crítico con el Estado y en muchas ocasiones tuvo dificultades para ver publicada su obra.
Entre 1965 y 1967 trabajó como dramaturgo en la compañía de teatro Berliner Ensemble, por invitación de su directora Helene Weigel. Tras la Primavera de Praga, empezó a tratar más en detalle la vida en el socialismo y las posibilidades de reformas, lo que provocó que la Stasi comenzará a ejercer una intensa vigilancia sobre el autor. Desde 1972, Braun trabajó en el Deutsches Theater de Berlín. En 1976 fue uno de los firmantes de la petición en contra de la controvertida expatriación del poeta y músico Wolf Biermann. A partir de 1979 volvió a colaborar en la compañía Berliner Ensemble. En 1982 abandonó la Sociedad de Escritores de la RDA. A pesar de ello, fue galardonado con el Premio Lessing de literatura de la RDA en 1981 y con el Premio Nacional de la RDA en 1988.
Tras la caída del Muro de Berlín Volker Braun se interesó desde una postura crítica por las razones del fracaso de la República Democrática Alemana. Desde esta perspectiva, colaboró con el filófoso alemán Wolfgang Fritz Haug en la revista Das Argument.
Entre los numerosos premios recibidos por Volker Braun se cuentan el Premio Literario de Brême (1986), el Premio Schiller (1992) y el célebre Premio Georg-Büchner (2000). En 2006, fue nombrado director de la sección de literatura de la Academia de las Artes de Berlín.
Actualmente Volker Braun reside en Berlín.

## Obra
- Die Kipper. Teatro (1965)
- Provokation für mich. Poesía (Mitteldeutscher Verlag, 1965)
- Vorläufiges. Poesía (Suhrkamp Verlag, 1966)
- KriegsErklärung. (Mitteldeutscher Verlag, 1967)
- Lenins Tod. Teatro (1970)
- Wir und nicht sie. Poesía (Mitteldeutscher Verlag, 1970)
- Die Kipper. Pieza teatral (Aufbau Verlag, 1972)
- Das ungezwungene Leben Kasts. (Aufbau Verlag, 1972) (Lizenzausgabe: Suhrkamp Verlag, 1972)
- Gedichte. (1972)
- Gegen die symmetrische Welt. (Mitteldeutscher Verlag, 1974)
- Es genügt nicht die einfache Wahrheit. Anotaciones (Reclam Leipzig, 1975)
- Training des aufrechten Gangs. Poesía (Mitteldeutscher Verlag, 1976)
- Unvollendete Geschichte. (1977)
- Poesiealbum 115: Volker Braun. Poesía (Verlag Neues Leben, 1977)
- Großer Frieden. (Uraufführung 1979); (en español La gran paz, [Madrid]: Publicaciones de la Asociación de Directores de Escena, D.L. 1989)
- Stücke. (Henschelverlag, 1983)
- Guevara oder der Sonnenstaat. (Büchergilde Gutenberg, 1984)
- Hinze-Kunze-Roman. (Mitteldeutscher Verlag, 1985)
- Die Übergangsgesellschaft. (Henschelverlag, 1987)
- Langsam knirschender Morgen. Poesía (Suhrkamp Verlag, 1987) (Mitteldeutscher Verlag, 1988)
- Verheerende Folgen mangelnden Anscheins innerbetrieblicher Demokratie. Escritos (Reclam 1988) (Lizenzausgabe: Suhrkamp Verlag, 1988)
- Bodenloser Satz. (Suhrkamp Verlag, 1990)
- Iphigenie in Freiheit. (Suhrkamp Verlag, 1992)
- Der Wendehals. (Suhrkamp Verlag, 1995)
- Das Nichtgelebte. Relato (Faber & Faber, 1995)
- Lustgarten, Preußen. Poesías escogidas (Suhrkamp Verlag, 1996)
- Die vier Werkzeugmacher. Parábola (Suhrkamp Verlag, 1996)
- Wir befinden uns soweit wohl. Wir sind erst einmal am Ende. Observaciones (Suhrkamp Verlag, 1998)
- Tumulus. Poesía (Suhrkamp Verlag, 1999)
- Trotzdestonichts oder Der Wendehals. (Suhrkamp Verlag, 2000)
- Das Wirklichgewollte. (Suhrkamp Verlag, 2000)
- Die Verhältnisse zerbrechen. Discurso de entrega del Premio Georg-Büchner (Suhrkamp Verlag 2000)
- Das unbesetzte Gebiet. Relato histórico (Suhrkamp Verlag, 2004)
- Der berüchtigte Christian Sporn. Der andere Woyzeck. Dos relatos (Insel Verlag, 2004)
- Auf die schönen Possen. Poesía (Suhrkamp Verlag, 2005)
- Das Mittagsmahl. Relato (Insel Verlag, 2007)
- Machwerk oder Das Schichtbuch des Flick von Lauchhammer. Pieza picaresca (Suhrkamp Verlag, 2008)
- Werktage I. Arbeitsbuch 1977-1989. (Suhrkamp Verlag, 2009)
- Kassensturz - Volker Braun und Zeitgenossen (Projekte-Verlag Cornelius, 2010)

## Adaptaciones cinematográficas
- 1991: Der Verdacht - Dirección: Frank Beyer, 50 min, basada en su obra "Unvollendete Geschichte".